# I Am Me
| Оценки критиков      | Оценки критиков |
| Источник             | Оценка          |
| -------------------- | --------------- |
| Allmusic             | [ 1 ]           |
| Billboard            | [ 2 ]           |
| Blender              | [ 3 ]           |
| Entertainment Weekly | (C−)            |
| The Guardian         | [ 5 ]           |
| Los Angeles Times    | [ 6 ]           |
| The New York Times   | [ 7 ]           |
| Q                    | [ 8 ]           |
| Rolling Stone        | [ 9 ]           |
| Slant Magazine       | [ 10 ]          |

I Am Me — второй студийный альбом Эшли Симпсон, выпущен в США 18 октября 2005 года. Альбом занял второе место в топ-25 хитов на Billboard Hot 100, дебютировал под номером один в продажах(2005 год).

## Об альбоме
Две песни были взяты с первого альбома Boyfriend и L.O.V.E.. Эшли работала с Джоном Шанкс и Карой DioGuardi над этим альбомом, так же как и над своим первым альбомом. 15 декабря, альбом стал платиновым в RIAA, было продано более одной миллиона копий в США (на апрель 2008 года было продано 987 000 копий). В переизданный альбом должен был быть включён новый сингл Эшли «Invisible», но в середине 2006 года добавление новой песни отменили. Песня была включена в международных бонус-треках на следующем альбоме Эшли Bittersweet World.

## Список композиций
| №                   | Название               | Длительность |
| ------------------- | ---------------------- | ------------ |
| 1.                  | «Boyfriend»            | 3:00         |
| 2.                  | «In Another Life»      | 3:48         |
| 3.                  | «Beautifully Broken»   | 3:16         |
| 4.                  | «L.O.V.E.»             | 2:34         |
| 5.                  | «Coming Back for More» | 3:30         |
| 6.                  | «Dancing Alone»        | 3:55         |
| 7.                  | «Burnin Up»            | 3:57         |
| 8.                  | «Catch Me When I Fall» | 4:02         |
| 9.                  | «I Am Me»              | 3:18         |
| 10.                 | «Eyes Wide Open»       | 4:10         |
| 11.                 | «Say Goodbye»          | 4:15         |
| Общая длительность: | Общая длительность:    | 39:45        |

| №   | Название                | Длительность |
| --- | ----------------------- | ------------ |
| 12. | «Kicking and Screaming» | 2:58         |

| №   | Название                | Длительность |
| --- | ----------------------- | ------------ |
| 12. | «Kicking and Screaming» | 2:58         |
| 13. | «Fall in Love with Me»  | 2:59         |

| №   | Название                | Длительность |
| --- | ----------------------- | ------------ |
| 12. | «Kicking and Screaming» | 2:58         |
| 13. | «Fall in Love with Me»  | 2:59         |
| 14. | «Get Nasty»             | 3:16         |

## Чарты и сертификации
I Am Me made занял #126 в годовом чарте 2006 Billboard 200 Albums.

### Чарты
| Чарт (2005)                  | Место |
| ---------------------------- | ----- |
| Australian ARIA Albums Chart | 35    |
| Austrian Albums Chart        | 71    |
| Canadian Albums Chart        | 4     |
| Japan International Albums   | 13    |
| UK Albums Chart              | 50    |
| Venezuelan Albums Chart      | 3     |
| U.S. Billboard 200           | 1     |

### Сертификации
| Страна    | Организация | Сертификация |
| --------- | ----------- | ------------ |
| Канада    | CRIA        | Золотой      |
| Венесуэла | APFV        | Золотой      |
| США       | RIAA        | Платиновый   |